# Sebastião Correia de Lorvela
Sebastião Correia de Lorvela (Angra, 1620 — Angra, 20 de Novembro de 1672) foi um militar português.

## Biografia
Governou a Fortaleza de São João Baptista da Ilha Terceira, onde prestou importantes serviços, pelo que for recompensado com uma pensão de 20$000 réis e com o hábito da Ordem de Cristo, em 20 de Setembro de 1642.
Em 1658 foi promovido a mestre-de-campo, tendo tomando parte na batalha do Ameixial.
Teve mais uma pensão de 150$000 réis, em 15 de Janeiro de 1661, e a mercê de fidalgo cavaleiro, por alvará de 1 de Março de 1662. Teve ainda a doação das casas ao marquês de Castelo Rodrigo em Angra do Heroísmo, por alvará de 20 de Agosto de 1667.
A mercê para servir no Conselho do Rei foi-lhe concedida por Carta-régia de 7 de Março de 1668 e, por alvará de 2 de Março de 1671, a pensão de 150$00 réis a sua filha D. Catarina Caixa.